# كوهبر (مقاطعة كلاردشت)
كوهبر (بالفارسية: کوهپر) هي قرية تقع في قسم كلاردشت الشرقي الريفي (مقاطعة كلاردشت) في إيران. يقدر عدد سكانها بـ 302 نسمة بحسب إحصاء 2016.